# 니제르의 재외공관 목록

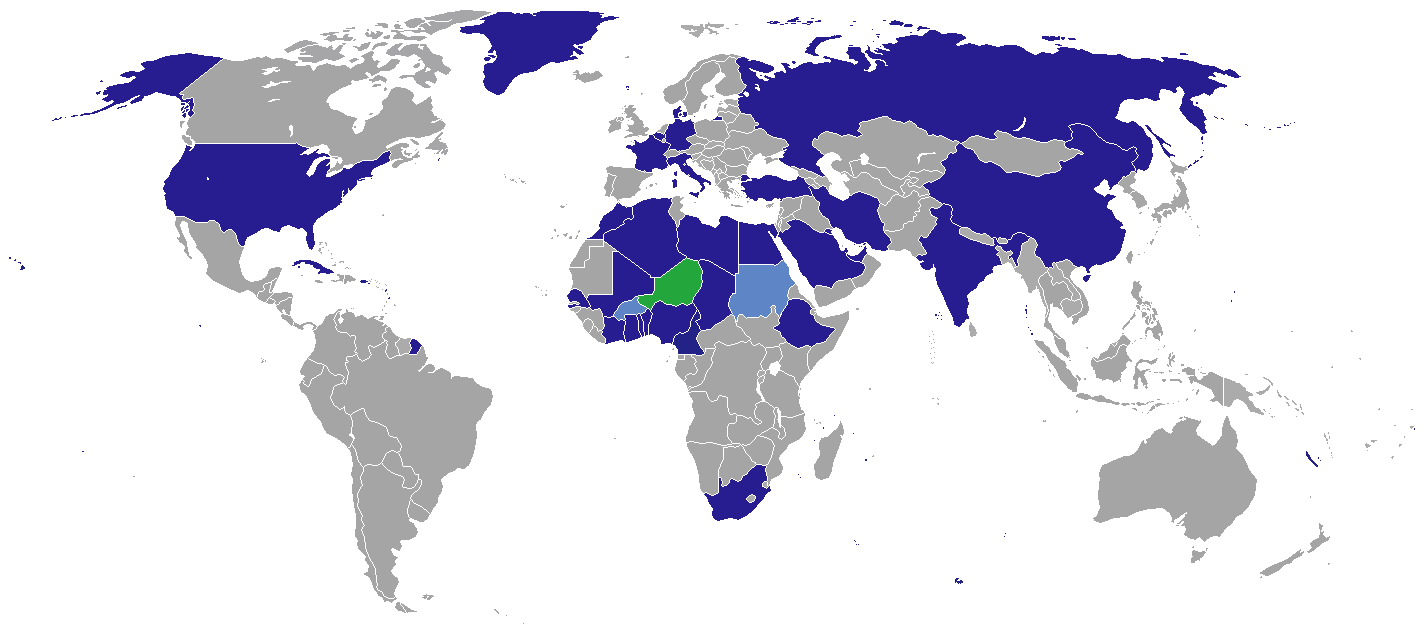
니제르의 재외공관

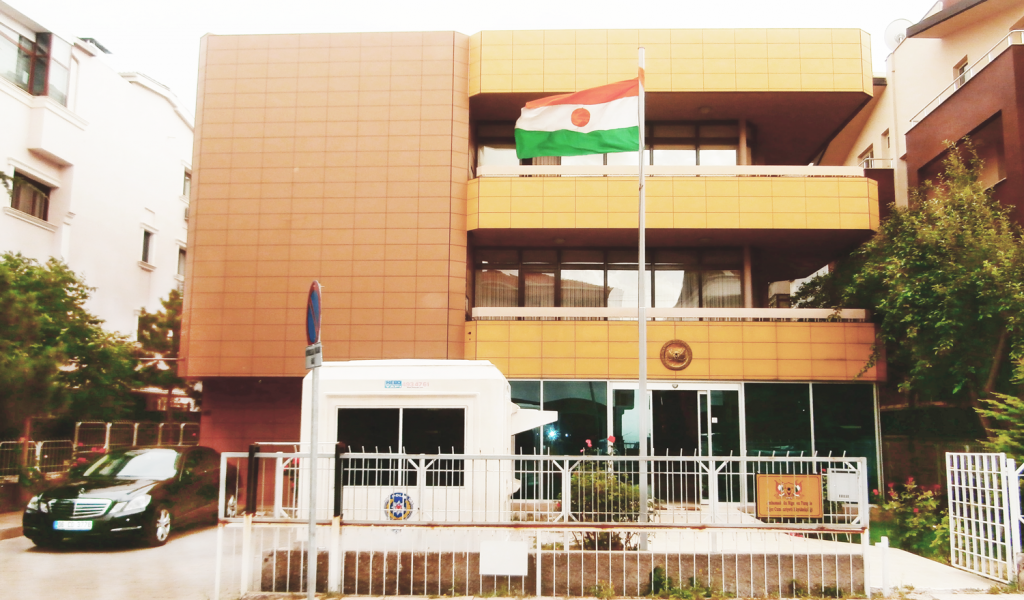
앙카라 주재 니제르 대사관

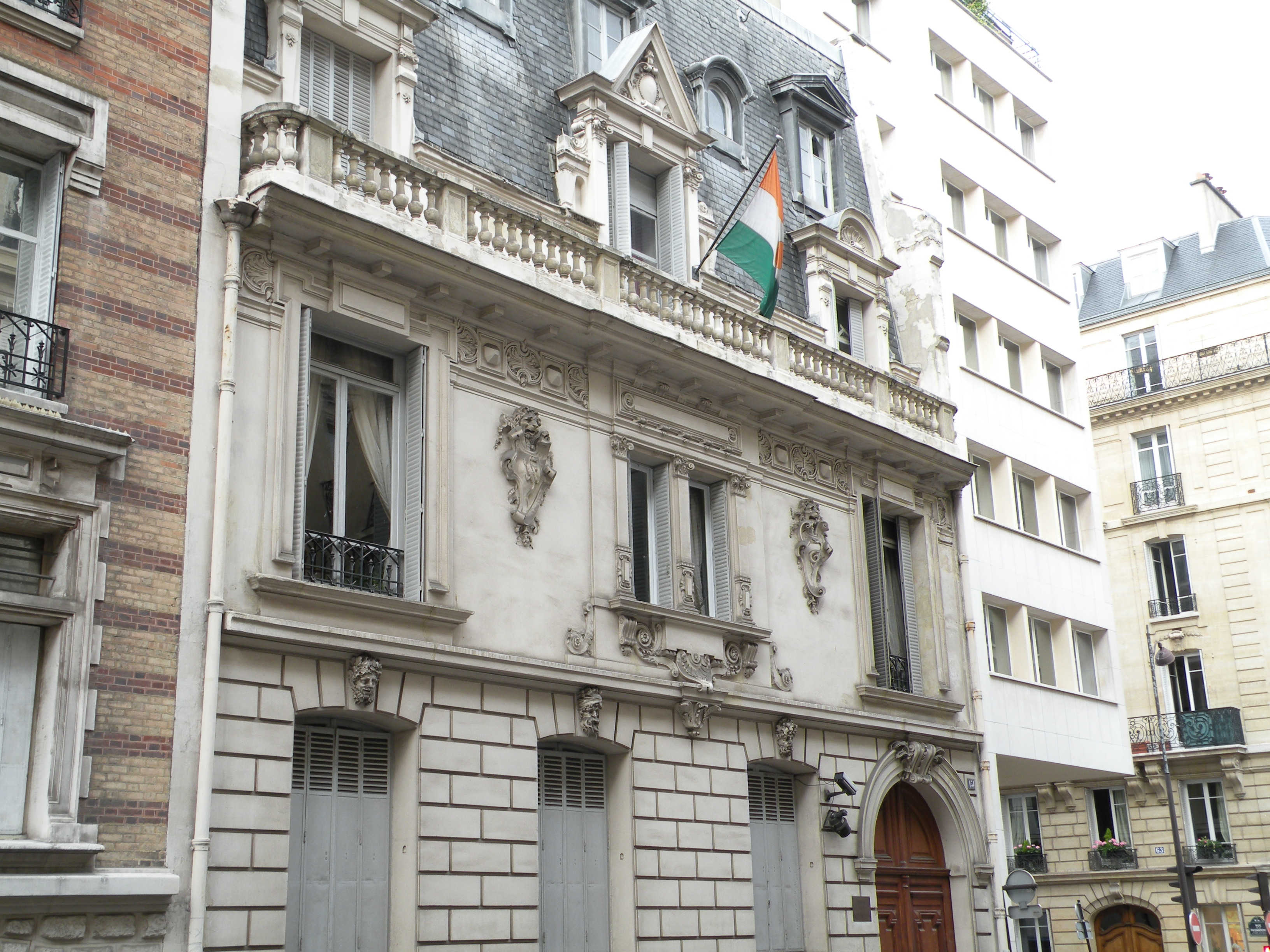
파리 주재 니제르 대사관

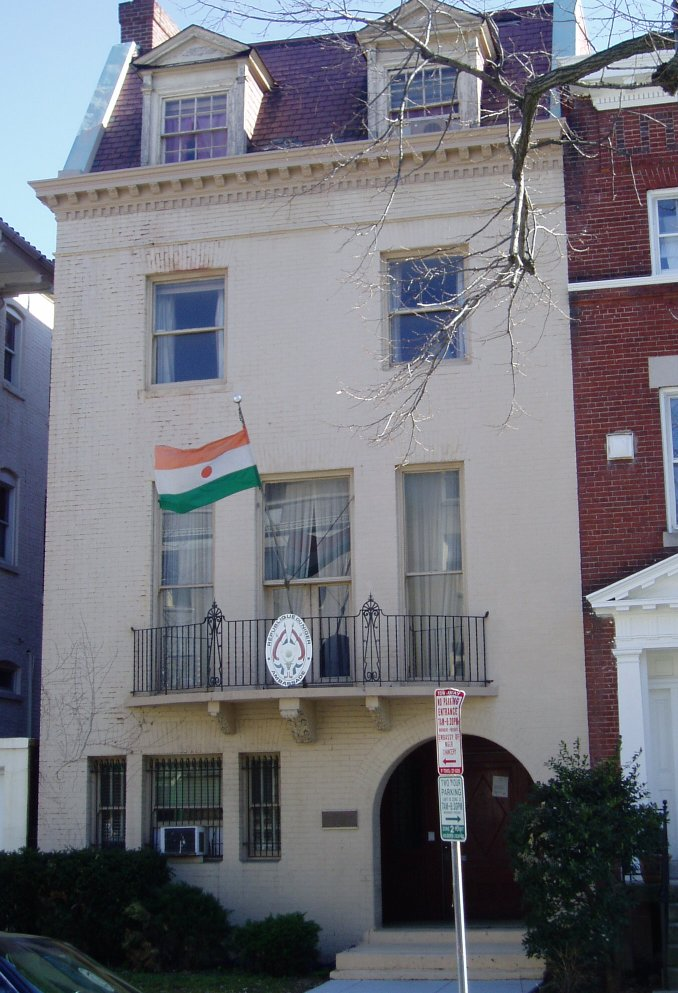
워싱턴 D.C. 주재 니제르 대사관

니제르의 재외공관 목록은 니제르 주재 대사관을 각국에 상주시켜 놓는 것을 의미하며 니제르의 재외공관을 나열한 목록이다.

## 아프리카
- 알제리 : 알제 (대사관), 타만라세트 (영사관)
- 베냉 : 코토누 (대사관)
- 부르키나파소 : 와가두구 (총영사관)
- 코트디부아르 : 아비장 (대사관)
- 이집트 : 카이로 (대사관)
- 에티오피아 : 아디스아바바 (대사관)
- 가나 : 아크라 (대사관)
- 리비아 : 트리폴리 (대사관), 세바 (영사관)
- 모로코 : 라바트 (대사관)
- 나이지리아 : 아부자 (대사관), 카노 (영사관)
- 세네갈 : 다카르 (대사관)
- 남아프리카 공화국 : 프리토리아 (대사관)
- 수단 : 하르툼 (총영사관)
- 토고 : 로메 (대사관)

## 아메리카
- 미국 : 워싱턴 D.C. (대사관)

## 아시아
- 중화인민공화국 : 베이징시 (대사관)
- 인도 : 뉴델리 (대사관)
- 쿠웨이트 : 쿠웨이트시티 (대사관)
- 사우디아라비아 : 리야드 (대사관), 지다 (영사관)
- 튀르키예 : 앙카라 (대사관)

## 유럽
- 벨기에 : 브뤼셀 (대사관)
- 덴마크 : 코펜하겐 (대사관)
- 프랑스 : 파리 (대사관)
- 독일 : 베를린 (대사관)
- 이탈리아 : 로마 (대사관)

## 대표부
- UN 니제르 정부 대표부 : 뉴욕
- UNESCO 니제르 정부 대표부 : 파리